# یو تایچی
یو تایچی (انگلیسی: Yō Taichi; ۶ اوت ۱۹۹۴ – ) صداپیشه اهل ژاپن بود. وی از سال ۲۰۱۱ میلادی تاکنون مشغول فعالیت بوده‌است.